# 미국 수정 헌법 제24조
미국 수정 헌법 제24조는 연방 선거에 있어서 인두세나 기타 세금을 납부하지 않았다는 이유로 투표권을 제한할 수 없도록 하는 미국 헌법의 수정 조항이다.
남북 전쟁 당시 아메리카 연합국에 속하던 소위 남부 주들은 19세기 말 흑인들의 참정권을 차단할 목적으로 투표에 인두세(poll tax)를 요구하는 제도를 도입하였다. 1964년 수정안 제24조가 비준된 시점에 이 제도를 유지하던 것은 앨라배마, 아칸소, 미시시피, 텍사스, 버지니아의 5개 주였다. 그러나 연방 선거뿐 아니라 모든 단계의 선거에서 인두세 제도가 금지된 것은 1966년 연방 대법원의 Harper v. Virginia State Board of Elections 건에서였는데, 이것이 미국 수정 헌법 제14조의 평등보호조항을 위배했다고 지적되었다.

## 전문
제1절. 대통령 또는 부통령 선거인들 또는 합중국의회상원의원이나 하원의원을 위한 예비선거 또는 그밖의 선거에서의 합중국시민의 선거권은 인두세나 기타 조세를 납부하지 아니하였다는 이유로 합중국 또는 주에 의하여 거부되거나 제한되지 아니한다.
제2절. 합중국의회는 적절한 입법에 의하여 본 조를 시행할 권한을 가진다.
Section 1. The right of citizens of the United States to vote in any primary or other election for President or Vice President, for electors for President or Vice President, or for Senator or Representative in Congress, shall not be denied or abridged by the United States or any State by reason of failure to pay any poll tax or other tax.
Section 2. The Congress shall have power to enforce this article by appropriate legislation.